# Paratesto
Il paratesto è l'insieme di elementi testuali e grafici di contorno a un testo che servono per presentarlo nel contesto della sua distribuzione, ricezione e consumo.
Gli elementi del paratesto si distinguono in base alla loro ubicazione in: peritesto (intorno al testo); epitesto (a distanza dal testo). Secondo Peeter Torop, inoltre, il paratesto è parte di una categoria più grande, il metatesto.
La paratestualità è, quindi, come una relazione fra il testo e quei “segnali accessori”, considerati o meno come appartenenti a esso, autografi o allografi, che procurano al testo un contorno (variabile) e a volte un commento ufficiale o ufficioso. Una relazione che ha un forte impatto sul ricettore, sia esso un lettore nel caso di testi scritti, un ascoltatore in testi orali e così via.

## Origine del termine
Il termine paratesto, formato dal greco para- ('vicino', 'affine', ma anche 'contrapposto') e dal latino textus ('tessuto', da texere: 'tessere', 'intrecciare'), si deve al critico letterario francese Gérard Genette. Si sviluppa a partire dalle riflessioni contenute in Palimpsestes: la littérature au second degré, Paris, Seuil, 1981 [tr. it. di Raffaella Novità, Palinsesti: la letteratura al secondo grado, Torino, Einaudi, 1997] e attraversa tutta l'opera del critico francese sino a Seuils, Paris, Seuil, 1987 [ed. it. a cura di Camilla Maria Cederna, Soglie. I dintorni del testo, Torino, Einaudi, 1989]: il titolo originale del libro e il nome dell'editore coincidono nell'opera in cui Genette si interroga su quali elementi fanno di un testo, un libro.

## Approfondimento
Elemento generalmente ignorato dal pubblico, che spesso lo subisce senza avvedersene e trascurato dagli specialisti che solitamente evitano di prendere in considerazione particolari apparentemente marginali, il paratesto non è soltanto un elemento strettamente collegato al testo, né si limita a svolgere una funzione meramente ausiliare. Il paratesto previene il testo, ne assicura la ricezione, funziona come una soglia, un vestibolo, una zona indecisa tra il dentro (il testo) e il fuori (il discorso delle persone sul testo) senza limiti rigorosi, diviene una sorta di consiglio per la lettura e stabilisce un primo patto con il ricettore, invitandolo ad assumere un determinato atteggiamento interpretativo. Il ricettore coglie dal paratesto delle indicazioni di genere, comincia a valutare il tipo di atto comunicativo che il testo gli propone e al contempo a identificare la porzione di enciclopedia e le esperienze testuali pregresse simili che è chiamato ad attivare per procedere all'interpretazione del testo. 
Questa frangia del testo che, come diceva Philippe Lejeune (1975: 45), "in realtà ne dirige tutta la lettura" costituisce una zona non solo di transizione, ma di transazione: è il luogo privilegiato dell'istanza autoriale, di una strategia sul pubblico. È qui che l'autore, direttamente o indirettamente, manifesta la propria “autorità” nei confronti del testo e della sua interpretazione con il compito, più o meno compreso e realizzato, di far meglio accogliere il testo e di sviluppare una ricezione più pertinente, agli occhi, s'intende, dell'autore e dei suoi alleati.
Il paratesto è composto dunque empiricamente da un insieme eteroclito di pratiche e di discorsi di tutti i tipi e di tutte le età riuniti sotto lo stesso termine in nome di una comunanza di interessi, o convergenza di risultati, che sembra più importante della loro diversità. I modi e le possibilità del paratesto si modificano incessantemente secondo le epoche, le culture, i generi, gli autori, le opere, le edizioni di una stessa opera, con differenze spesso notevoli.
Dal fatto che il paratesto svolge sempre una funzione, non consegue necessariamente che la svolga sempre bene e, ancora, tutte le indicazioni che ne derivano possono essere seguite o meno dal lettore, a seconda della loro efficacia, del contesto sociale e sicuramente degli strumenti che il lettore ha per decodificarle appieno. Una descrizione del paratesto non deve mai dimenticare, infine, che il suo oggetto è un discorso, il paratesto appunto, che ha a sua volta come oggetto un discorso, il testo cui si relaziona. Il significato del paratesto dipende dunque da numerosi fattori tra cui necessariamente il significato dell'oggetto, il testo, che è a sua volta un significato.

## Peritesto ed epitesto
Nel caso dei testi scritti è abbastanza facile suddividere il paratesto in due zone editoriali distinte: il peritesto e l'epitesto.

### Peritesto
Il peritesto è la categoria spaziale, la zona, in cui si raccolgono gli elementi paratestuali vicini al testo: intorno al testo, nello spazio dell'opera, con una funzione paratestuale quasi esclusivamente di presentazione, di indirizzo e di commento del testo. È il “nocciolo duro” del paratesto, possiede una forma e generalmente posizioni fisse, quasi canoniche: all'inizio del testo (frontespizi, titoli, dediche, epigrafi, prefazioni ecc.), in margine (note, chiose ecc.) e alla fine del testo (postfazioni, tavole, appendici ecc.) ma fanno parte del peritesto anche il formato dell'opera, la sua composizione grafica ecc.

### Epitesto
È epitesto qualsiasi elemento paratestuale che non si trovi annesso al testo ma in relazione con esso, che circoli in qualche modo in libertà, in uno spazio fisico e sociale virtualmente illimitato. Il luogo dell'epitesto è quindi ovunque fuori dall'opera, senza che questo pregiudichi un suo eventuale inserimento successivo nel peritesto, come nel caso delle interviste all'autore che vengono inserite nelle edizioni successive di un'opera.
Ha una funzione estremamente importante per il testo rispetto al quale può anche essere temporalmente anteriore. Una funzione che non è sempre essenzialmente paratestuale: molte conversazioni spesso riguardano non tanto l'opera dell'autore, ma la sua vita, le sue abitudini, la situazione politica. La sua funzione paratestuale non ha limiti precisi: in essa il commento dell'opera si diffonde indefinitamente in un discorso biografico, critico o altro, in cui il rapporto con l'opera è spesso indiretto e al limite indistinguibile. Tutto quello che un autore dice o scrive nella sua vita, il mondo che lo circonda ecc., può avere una pertinenza paratestuale.
È una categoria, quindi, estremamente vasta e mutevole che può essere suddivisa in quattro aree: epitesto editoriale, allografo ufficioso, autoriale pubblico, autoriale privato.

#### Epitesto editoriale
La funzione principale dell'epitesto editoriale è quella pubblicitaria e promozionale, ne sono un esempio i manifesti pubblicitari, le inserzioni sui giornali, tutta la serie di adozioni pubblicitarie legate all'editore e alla necessità di commercio.

#### Allografo ufficioso
L'allografo ufficioso, vale a dire più o meno autorizzato, è una categoria molto meno indagata. Potrebbero iscriversi in questa categoria ad esempio le edizioni critiche di un'opera edite dalla stessa casa editrice che rappresenterebbe, in questo modo, una forma indiretta di approvazione autoriale. Il più delle volte l'epitesto ufficioso prende la forma di un articolo critico o di una recensione un po' “teleguidati” attraverso alcune indicazioni autoriali che il pubblico non viene generalmente a sapere.
L'epitesto editoriale e l'allografo ufficioso sfuggono, in linea di massima, alla responsabilità dichiarata dell'autore, anche se questi ha partecipato più o meno attivamente alla sua produzione.

#### Epitesto autoriale
Se le due precedenti forme di epitesto sono abbastanza marginali, per la gran parte l'epitesto è autoriale nelle sue distinzioni pragmatiche di pubblico, ovvero indirizzato per definizione al pubblico in generale, anche se di fatto ne raggiunge una frazione limitata; e privato, ovvero indirizzato a persone individuali anche se poi servono, magari, solo da intermediari per il grande pubblico. Sono esempi di epitesto autoriale le autorecensioni, le interviste o conversazioni, i dibattiti, le corrispondenze, le confidenze orali, i diari personali ecc.

## Esempi di paratesto
Fra i paratesti più comuni, possiamo citare i titoli di ogni genere, le sigle televisive o radiofoniche, le icone nei software dei computer, le dediche, le interviste all'autore, i sipari teatrali ecc.
Il paratesto di un libro è costituito dalle sue introduzioni e postfazioni, dal colophon, dalla copertina, dal formato (grande o tascabile), ma anche dai testi pubblicitari che lo presentano in libreria.
Il campo editoriale è stato quello finora utilizzato per gli esempi. Ma anche nel giornalismo, ad esempio per quanto riguarda la carta stampata, è paratesto il formato del giornale, la divisione in sezioni dei contenuti, la composizione grafica delle pagine, l'apparato di immagini a corredo dei testi, la mole di tabelle, grafici, schemini, riassunti ecc. che rientra nell'infografica, i titoli, con occhielli, sommari, indici o catenacci ecc., e questo considerando il solo peritesto.
In campo cinematografico una forma notissima di epitesto (editoriale) sono i trailer dei film che precedono l'uscita del film stesso ma anche le interviste al regista, agli attori ecc. Sono paratesto anche i sottotitoli in altra lingua, i titoli d'inizio e di coda con le relative musiche, a meno che non si tratti della colonna sonora del film che ha una natura differente. Inoltre, nella cinematografia sono di grande rilevanza i paratesti cartacei come i manifesti di ogni formato, gli opuscoli, i flani pubblicitari, i cineromanzi e i cineracconti, ovvero le trasposizioni dei film in pubblicazioni editoriali che includono i fotogrammi con didascalie ed, infine, le riduzioni a fumetti dei film, ossia i cinefumetti.
In televisione il paratesto è presente in ogni trasmissione con sigle, tabelle informative, numeri in sovrimpressione, titoli dei servizi, sottotitoli in lingue differenti ecc. ma nuove categorie nascono in continuazione grazie al digitale terrestre e all'interattività.